# Gibbon (comics)
Pour les articles homonymes, voir Gibbon (homonymie).
Le Gibbon est un super-vilain appartenant à l'univers de Marvel Comics, apparu pour la première fois dans Amazing Spider-Man #110, en 1972.

## Origine
Élevé dans un orphelinat, le jeune mutant Martin Blank était la risée de ses camarades à cause de son apparence simiesque.
Quand il quitta l'orphelinat, il se lança dans une carrière d'acrobate de cirque. Son but était de partir en Afrique et de vivre au milieu des singes.
Ridiculisé par ses collègues, il quitta le cirque et partit vivre dans les rues de New York, où il croisa un jour Spider-Man. Il lui proposa de devenir son partenaire ; le Tisseur refusa, ce qui froissa Blank. Kraven le chasseur l'approcha et lui fit goûter une potion pour le rendre plus fort, et pouvoir manipuler son esprit. 
Quand il fut à deux doigts d'étrangler Spider-Man, il reprit ses esprits. Spider-Man le conduisit à l'hôpital.
Il partit vivre à Los Angeles, mais ressentait encore de la haine contre Spidey. Il fut engagé par une société de télévision pour filmer le super-héros de New York. Là, il tenta encore de tuer Spider-Man, pour prouver sa valeur. Spider-Man l'assomma et le Scarabée l'enleva. Spider-Man réussit à délivrer Blank, mais c'est le Gibbon qui reçut les honneurs de la presse et de la police pour avoir interrompu le combat entre Jenkins et Spider-Man.
Plus tard, le Gibbon s'associa avec le Grizzly, la Tache et le Kangourou (la Légion des Losers) pour vaincre Spider-Man. L'équipe commit un braquage mais le Gibbon et le Grizzly eurent des remords et décidèrent de rendre l'argent. Le duo décida de rejoindre le camp des super-héros. Ils patrouillèrent dans Manhattan à bord d'un van trafiqué.
Ils tentèrent d'empêcher le Lapin Blanc de dévaliser une banque mais furent capturés par son gang, qui demanda 1 million de dollars contre leurs vies. Le maire refusa de payer et Spider-Man vint les délivrer. Cependant encore une fois, c'est eux qui furent félicités.
Plus tard, le Gibbon retomba dans le crime et fut de nouveau emprisonné avec le Kangourou. Ils furent libérés par le Rhino et lui servirent d'hommes de main.
Martin Blank se trouvait dans le Bar-sans-nom lors de la veillée funèbre de l'Homme aux échasses, où il retrouva sa maîtresse Princesse Python. Empoisonné par le Punisher, il survécut mais eut le corps brûlé. Après quelques semaines, il changea d'identité, devenant Martin Siamang.
Il se maria avec Princesse Python, cette dernière ayant été blessée, Martin trouva un travail d'ouvrier pour toucher une assurance maladie afin de l'entretenir. Les années passent, la Princesse Python fut guérie, mais quitta Martin pour Live Wire, car elle le trouvait ennuyeux. Martin se fit discret, jusqu'au jour où Taskmaster et Fourmi Noire débarquent chez lui afin de l'enlever pour le compte de Kraven.
Avec Spider-Man et les autres Super-criminelles ayant un animal totem, il a été enfermé dans un champ de force placé dans Central Park pour un jeu de chasse où les chasseurs sont des hommes riches qui contrôlent, par la pensée, des robots, créent par Arcade, à l'image de Kraven (robots appelés "Chasseurs" en VF et "Hunterbots" en VO).
Gibbon faillit faire partie de la vague de mort lors de la première attaque des robots, mais fut sauvé in extremis par Spider-Man. Ce dernier l'invite à rester à ses côtés, mais le Vautour convainc de ne pas le faire, lui expliquant que la priorité de Spider-Man sera d'envoyé tout le monde en prison, une fois que cette situation sera réglée. Gibbon suivra Vautour, mais sera utilisé, contre son gré, comme bouclier pour le protéger des balles.
Gibbon, criblé de balles, tentera se s'enfuir du mieux qu'il peut, en se remémorant les moments important de sa vie. Il essaiera de se cacher tout en haut d'un arbre, mais fatigué, il lâchera prise et tombera au sol. Un couple de riche contrôlant 2 robots arrivent pour lui porter le coup de grâce.
Spider-Man arrivera plus tard sur les lieux, horrifié de trouver le corps de Martin qui n'avait même plus la force de s'excuser de ne pas l'avoir écouté plus tôt. Spider-Man portera son cadavre pour le mettre aux côtés des autres Super-criminelles décédés avant de se faire de nouveau attaquer.
Plus tard, le Vautour prétendra que Gibbon s'est sacrifié héroïquement pour l'aider à trouver une faille dans les robots Kraven, se servant de sa mémoire pour motiver les autres Super-criminelles à le suivre comme leader, au grand dam de Spider-Man.

## Pouvoirs
- Le Gibbon possède une agilité naturelle remarquable, comme celle du singe gibbon. Son sens de l'équilibre est excellent et fait de lui un bon grimpeur.
- Il a aussi une affinité naturelle avec les animaux, en particulier les singes.
- Il a été entrainé à l'acrobatie et aux pirouettes.
- Grâce à une potion mystique, sa force a été légèrement augmentée, de la même manière que les herbes magiques de la Panthère Noire. Son corps est depuis recouvert d'une fine fourrure.